# Bariba
Bariba (auch Baatonum; ISO-Kürzel: bba) ist eine in Benin von ca. 460.000 (Stand 1995) und in Nigeria von ca. 100.000 (Stand 1995) Menschen gesprochene Gur-Sprache.

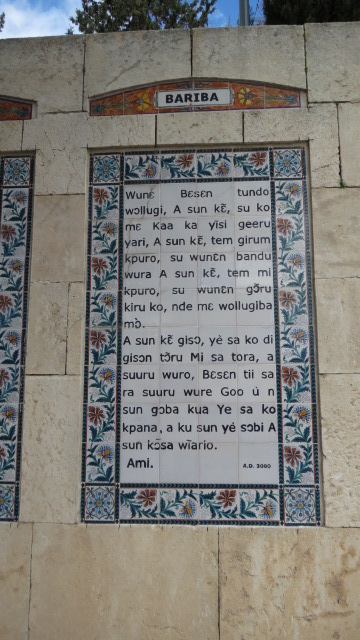
Das Vaterunser auf Bariba in der Paternosterkirche von Jerusalem

Bariba ist zugleich der Name der Volksgruppe in Benin und Nigeria, die diese Sprache als Muttersprache spricht, namentlich Baatonum. 
In Benin sind die Bariba – mit einem Anteil von 1/12 – die viertgrößte Bevölkerungsgruppe.